# Stylizacja biblijna
Stylizacja biblijna – naśladowanie w ukształtowaniu warstwy językowej wypowiedzi cech i stylu Biblii. Jest to wpływ Biblii na język literatury pięknej.
Zjawisko to polega na:
1. Zapożyczaniu biblijnych schematów ideowych (np. Starotestamentowej wizji Boga, mesjanizmu, wizji eschatologicznej), na układaniu opisanych zdarzeń na wzór wydarzeń biblijnych (np. stworzenie świata, historia Kaina i Abla, Dawida i Goliata czy męka Pańska), na przejmowaniu gotowych metafor, alegorii, porównań biblijnych.
2. Druga postać stylizacji to przyjmowanie biblijnej formy językowej (np. „Jeruzalem, Jeruzalem, ty zabijasz proroków…”), wyrażeń („onego czasu”) lub zwrotów („nie wiedzieć dnia ani godziny”). O wyraźnej stylizacji biblijnej świadczy właściwe Biblii słownictwo (Arka Przymierza, prorok, Mesjasz, faryzeusz, lewita) lub imiona osobowe.

Popularność Biblii w przekładzie ks. Jakuba Wujka z końca XVI wieku, wydawanej wielokrotnie w wiekach XVII-XIX, spowodowała, że do biblijnego stylu zalicza się również archaizmy („uźrzał”, „Biblije”, „zostawują”, „azali”, „zasię” itd.).
Oba rodzaje biblijnej stylizacji zwykle występują razem. Łączą się z naśladowaniem biblijnego literackiego gatunku: trenu, psalmu, pieśni, przypowieści, przysłowia, tekstu prorockiego.
Pisarze wykorzystują stylizację biblijną, by nadać dziełu powagi i dostojeństwa (Adam Mickiewicz „Księgi narodu i pielgrzymstwa polskiego”, Juliusz Słowacki „Anhelli”). Autor może też parodiować i wyśmiać czyjeś poglądy społeczno-polityczne (Julian Ursyn Niemcewicz wyśmiewa targowiczan w tzw. „Biblii targowickiej”), a także wywołać efekty komiczne poprzez kontrast powagi stylu biblijnego z błahą treścią.
Jednym z przejawów stylizacji jest naśladowanie rytmiki biblijnych wersetów. Podstawą hebrajskiej poezji jest werset, który posiada średniówkę, dzielącą całość na dwa, a czasem trzy, a nawet cztery stylistyczne człony. Każdy werset biblijny, mimo wewnętrznych pauz, stanowi jedną rytmiczną całość. Ponadto cechą charakterystyczną biblijnych wersetów – jak w poezji starożytnego Bliskiego Wschodu – jest paralelizm członów (np. w przekładzie „Psałterza” Czesława Miłosza zastosowano paralelizm synonimiczny, paralelizm antytetyczny i paralelizm syntetyczny).
Średniowieczny „Psałterz puławski” używa biblijnych wersetów, a już w renesansie zarzucono werset na rzecz prozy albo rymowanej horacjańskiej strofy. Dopiero Wespazjan Kochowski w swej „Psalmodii polskiej” odnowił wzorzec wersetu.
Współcześnie Czesław Miłosz wierny jest w przekładach Pisma Świętego biblijnym wersetom, natomiast Roman Brandstaetter nie docenia ich rytmiki i dowolnie rozczłonkowuje tłumaczone frazy.
Odmiennie niż w przekładach ksiąg świętych, w biblijnej stylizacji z reguły naśladuje się rytmikę biblijnych wersetów.